# Polygala leucantha
Polygala leucantha är en jungfrulinsväxtart som beskrevs av Alfred William Bennett. Polygala leucantha ingår i släktet jungfrulinssläktet, och familjen jungfrulinsväxter. Inga underarter finns listade i Catalogue of Life.